# 住友雄治
住友 雄治（すみとも ゆうじ、1956年（昭和31年）1月1日 - ）は、日本の建築家。インテリアデザイナー。徳島県徳島市出身。

## 経歴
徳島県立徳島東工業高等学校インテリア科（現徳島県立徳島科学技術高等学校）卒業。1985年に有限会社「マス・アソシエイティ」設立。1996年に「B社」本社・工場徳島県建築デザイン賞、ナショップライティングコンテスト奨励賞、1998年に「IDE LIGHT HOUSE」INAXデザインコンテスト銅賞などを受賞。

## 主な作品
- アミューズメント・ホテル（1987海岸通り（鳴門市）、アロハ・イン・アネックス（鳥取県）、アスティ（広島県）、アストリア（徳島市）、Kingdom（愛媛県）、このゆびとまれ（徳島市、香川県）、プチ・アロハ・イン（鳥取県）、白土（兵庫県）、ヴィラジュリア（千葉県）、シーマ（香川県）、オズ（岡山県）、2in1（広島県）、GiNGA（広島県））
- イル・ローザ（徳島そごう店、藍住店、フジグラン北島店、北佐古店、紺屋町店、沖洲店、東香川店、マルナカ徳島店、鳴門店）
- オフィス（島出建築事務所、市岡製菓、マスアソシエイティ（すべて徳島市））
- 商業施設（いちだ、ニコニコ屋、キャパシティ、タカハタ、アズ等（すべて徳島市））